# Halton (Northumberland)
Halton – wieś w Anglii, w hrabstwie Northumberland, w civil parish Whittington. Leży 26 km na zachód od miasta Newcastle upon Tyne i 408 km na północ od Londynu. W 1951 roku civil parish liczyła 24 mieszkańców.